# Dreiherrenstein Sperbersbach

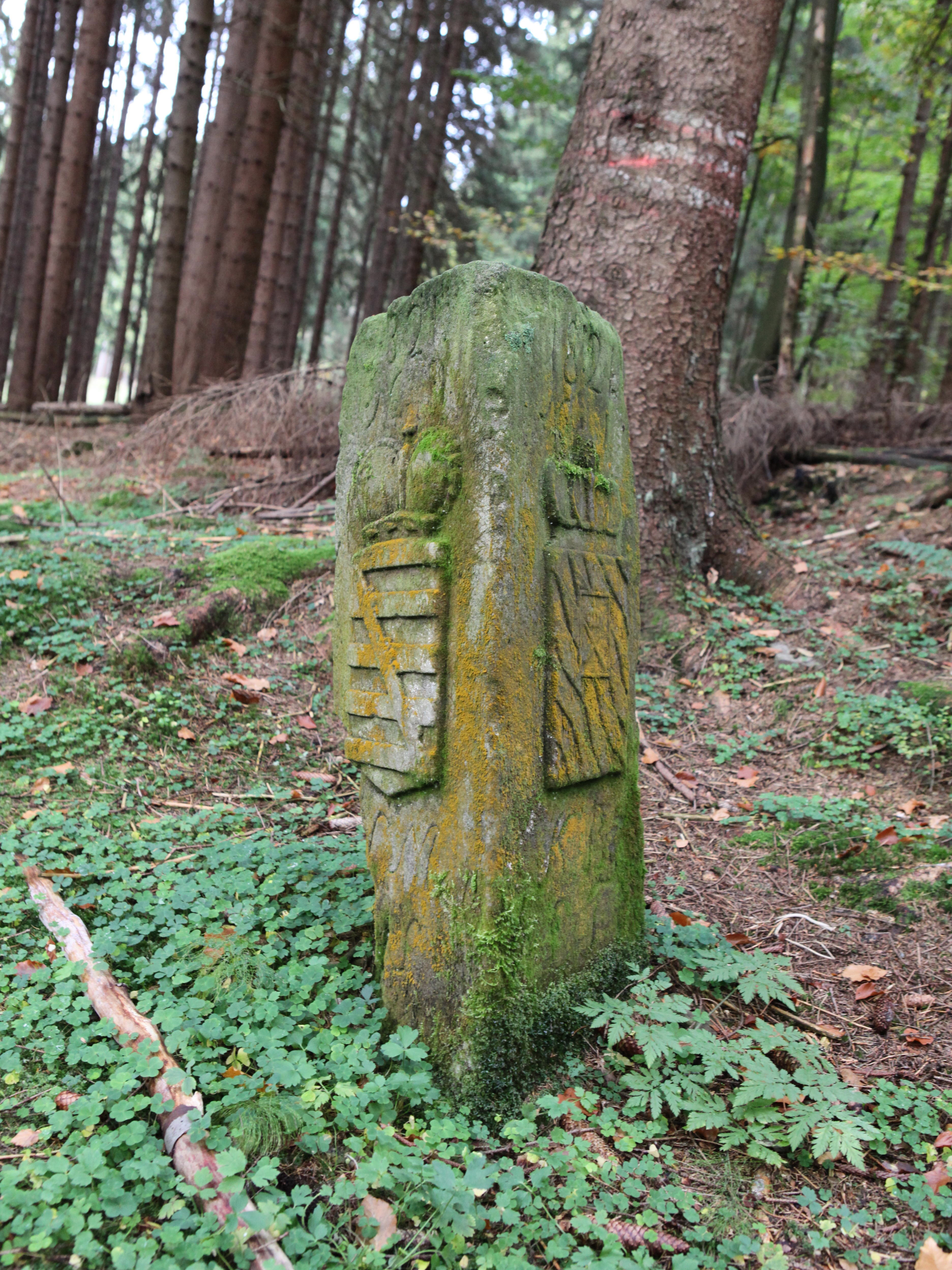
Ansicht des Dreiherrensteins von Südwesten mit den Wappen des Herzogtums Sachsen-Meiningen (links) und des Königreichs Bayern (rechts).

Der Dreiherrenstein Sperbersbach (Landesgrenzstein Nr. 1) ist ein historischer Grenzstein aus dem 19. Jahrhundert an der Landesgrenze zwischen den beiden deutschen Bundesländern Bayern und Thüringen.

## Lage
Der Dreiherrenstein befindet sich rund 1,4 Kilometer südöstlich von Schauberg, einem Gemeindeteil des oberfränkischen Marktes Tettau, bei der Quelle der Sperberbachs.

## Beschreibung
Der aus Sandstein gefertigte Grenzstein mit dreieckigem Grundriss hat – ohne den im Boden verankerten Fuß – eine Höhe von 103 cm, eine Breite von 47 cm und eine Tiefe von 45 cm; die Kantenlänge der drei Seiten beträgt je etwa 35 cm. Die nordöstliche Seite zeigt erhaben das Wappen des Königreichs Bayern. Über dem Wappen sind die Jahreszahl der Steinsetzung „1821“ und die Steinnummer „N 1“ eingemeißelt, unter dem Wappen die Buchstaben „KB“ für Königreich Bayern und „LL“ für das Landgericht Lauenstein. Die südöstliche Seite zeigt ebenfalls das Wappen des Königreichs Bayern und darüber das Jahr der Steinsetzung und die Steinnummer. Unter dem Wappen befinden sich die Buchstaben „KB“ für Königreich Bayern und „LT“ für das Landgericht Teuschnitz. An der nach Westen weisenden Seite befindet sich das Wappen des Herzogtums Sachsen-Meiningen, darüber wiederum die Jahreszahl „1821“ und die Steinnummer und darunter die Buchstaben „SM“ für „Sachsen-Meiningen“ und „S“ (ursprünglich wohl „AS“) für das Amt Sonneberg.

## Geschichte
Der Dreiherrenstein Sperbersbach wurde 1821 anstelle eines Vorgängers von 1729 gesetzt und trennte einst die Herrschaftsgebiete des Königreichs Bayern und des Herzogtums Sachsen-Meiningen voneinander; es handelt sich somit eigentlich nicht um einen echten Dreiherrenstein. Heute markiert der Stein den Grenzpunkt der Gemarkungen der Gemeinde Föritztal im südthüringischen Landkreis Sonneberg und der beiden Marktgemeinden Tettau und Pressig im oberfränkischen Landkreis Kronach.
Die Wappen und die Inschriften des Grenzsteins wurden wahrscheinlich noch in der Werkstatt des Steinmetzes mit Mineralfarben gefasst und diese Fassung nach einigen Jahren am Standort des Steins erneuert. In späteren Jahren folgten mehrere Neuanstriche, bei denen der Grenzstein einheitlich in Bleiweiß, mit Standöl-Farbe und neuzeitlich mit weißer und (1945 durch die US-Amerikaner) gelber Kunstharzfarbe bemalt wurde. Im Zuge einer Restaurierung in den Jahren 1984/1985 wurden die neuzeitlichen Farbschichten entfernt und Wappen und Inschriften, der ursprünglichen Farbgestaltung entsprechend, neu gefasst.
Bei Arbeiten zur Trockenlegung des Grenzsteins durch Umleiten des Sperberbachs wurden im Dezember 1984 Fragmente des Vorgängers von 1729 gefunden. Dieser trennte einst die Gebiete des Herzogtums Sachsen-Coburg, des Hochstifts Bamberg und des Markgraftums Brandenburg-Kulmbach voneinander, womit es sich um einen echten Dreiherrenstein handelte.
Der Dreiherrenstein Sperbersbach ist als Baudenkmal in die Bayerische Denkmalliste eingetragen. Aufgrund seiner Lage ist er sowohl in der Denkmalliste des Marktes Pressig als auch in der Liste des Marktes Tettau enthalten. Weiterhin ist er als Kulturdenkmal in die Liste der Kulturdenkmale in Föritztal eingetragen.